# Рейчъл Ромеро
Рейчъл Ромеро (на английски: Rachel Romero) е американска писателка на произведения в жанровете фентъзи и детска литература. Пише под псевдонима Р. М. Ромеро (R. M. Romero).

## Биография и творчество
Рейчъл Мария Ромеро е родена на 22 май 1987 г. в Денвър, Колорадо, САЩ, в еврейско семейство от Куба. Пише от тийнейджърска възраст. Завършва с магистърска степен творческо писане по програмата „Stonecoast“ на Университета на Южен Мейн. Има няколко непубликувани ръкописа преди първия си роман, който е и нейната дипломна работа.
Дебютният ѝ роман „Майсторът на играчки от Краков“ е издаден през 2017 г. Главната героиня Каролина е жива кукла от Страната на приказките магически пренесена в света на хората в Краков при тайнствения Майстор на играчки. Те се сприятеляват със семейство евреи – цигулар и неговата дъщеря, но щастливият им живот е разбит от нахлуването на Нацистка Германия в Полша, приятелите им евреи ги грози смъртна опасност, и те са решени да ги спасят. Книгата поднася по нов начин за децата темата за Холокоста.
Рейчъл Ромеро живее в Маями Бийч.

## Произведения

### Самостоятелни романи
- The Dollmaker of Krakow (2017)
Майсторът на играчки от Краков, изд.: „Сиела“, София (2017), прев. Паулина Мичева